# Walter V. Neumark
Walter Villiers Neumark (27. října 1887 Brno – 16. března 1939 Brno) byl moravský textilní podnikatel a stavebník německé národnosti. V Brně působil také jako honorární konzul a vicekonzul Spojeného království. Jeho synovcem byl lingvista a překladatel Peter Newmark.
Jeho otec Paul Neumark (1845–1906), berlínský rodák pocházející z židovské rodiny v mládí odešel do Británie, kde ve městech Leeds a Dewsbury obchodoval s vlnou. V roce 1881 založil v Brně firmu na výrobu vlněných látek se sídlem v dnešní Přízově ulici č. 5. 
Jeho syn Walter Neumark se narodil v roce 1887 v nynější ulici Jezuitská v domě č. 29. Dům patřil brněnskému staviteli Josefu Arnoldovi a jeho ženě Katharině a byl zbořen v souvislosti s výstavbou Janáčkova divadla. 
V roce 1911 se Walter Neumark stal prokuristou textilní firmy založené svým otcem.  
V roce 1919 se oženil s Johannou Augustou Marií, dcerou Methuda, adoptivního syna Eduarda Tilla, významného obchodníka se železem a kovovými výrobky.
Pravděpodobně souběžně s úpravou textilní továrny na dnešní Přízově pověřil Walter Neumark architekta Arnošta Wiesnera také přístavbou západního křídla rodinného sídla na ulici Hlinky č. 144.
V roce 1929 si od stejného architekta nechal navrhnout soukromou vilu v brněnských Pisárkách. 
Dne 16. března 1939 spáchal sebevraždu podřezáním tepen. O dva dny později byl pohřben na brněnském Ústředním hřbitově a stal se tak 150 tisícím pohřbeným na tomto hřbitově.
Kvůli záměru rozšíření Jihlavské ulice došlo v roce 1988 k likvidaci rodinného náhrobku v hrobové skupině č. 6. Ostatky byly exhumovány a přeneseny do neoznačeného hrobu ve skupině č. 106. Teprve v roce 2023 byl odhalen nový náhrobek vytvořený podle projektu ateliéru newwork. 

## Galerie

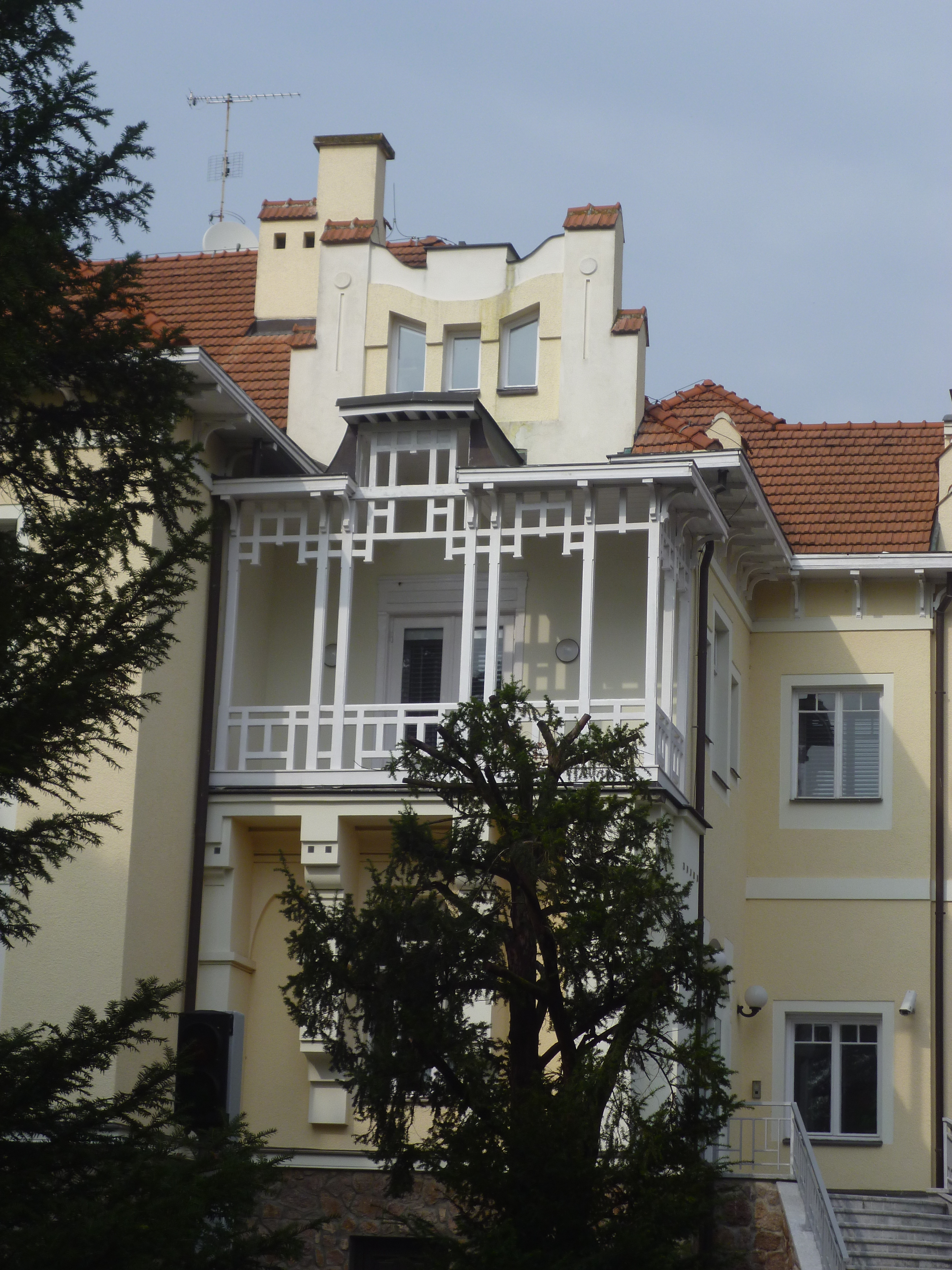
vila rodiny Neumarkových Hlinky č. 144
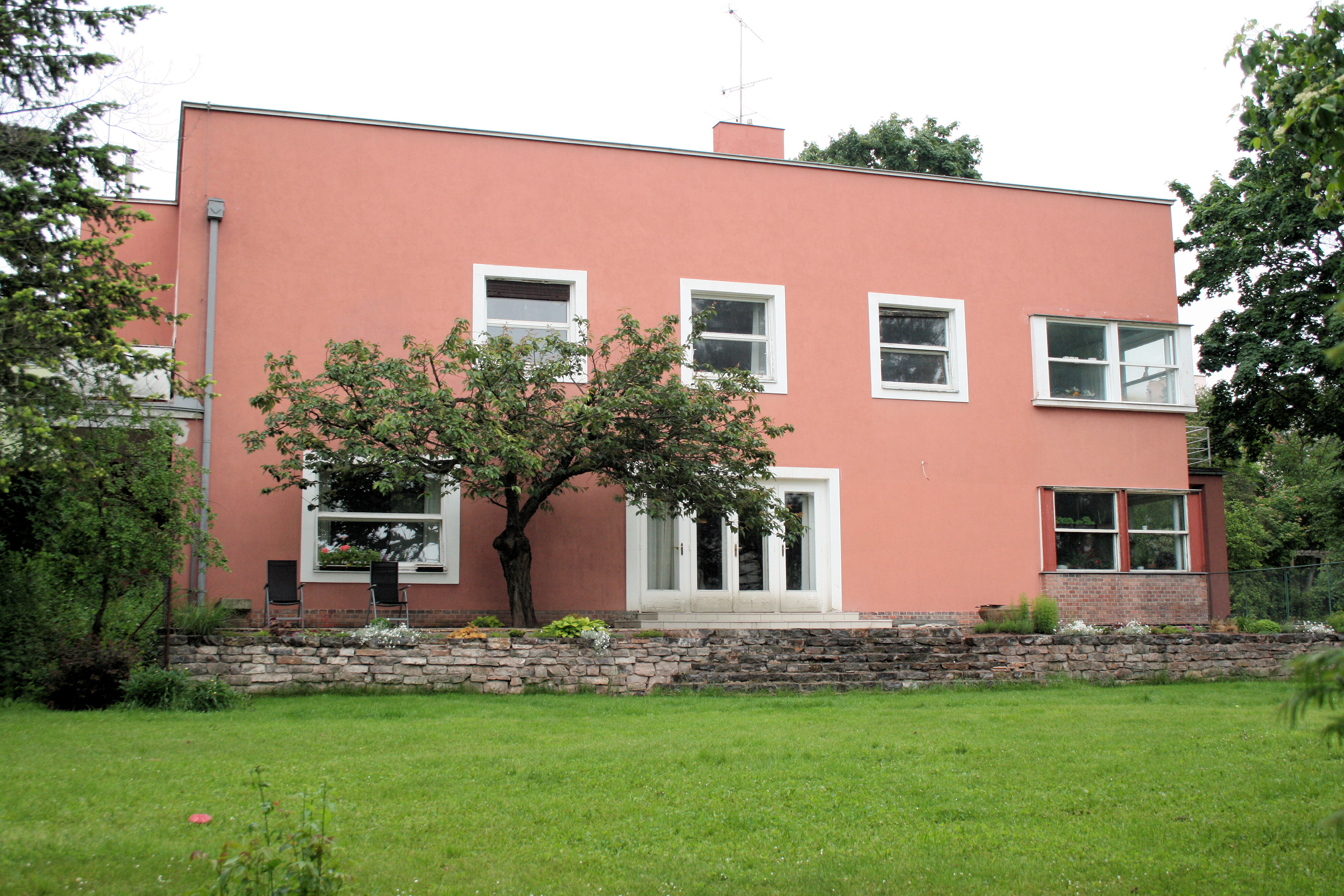
Vila Neumark ve Vinařské ulici č. 38
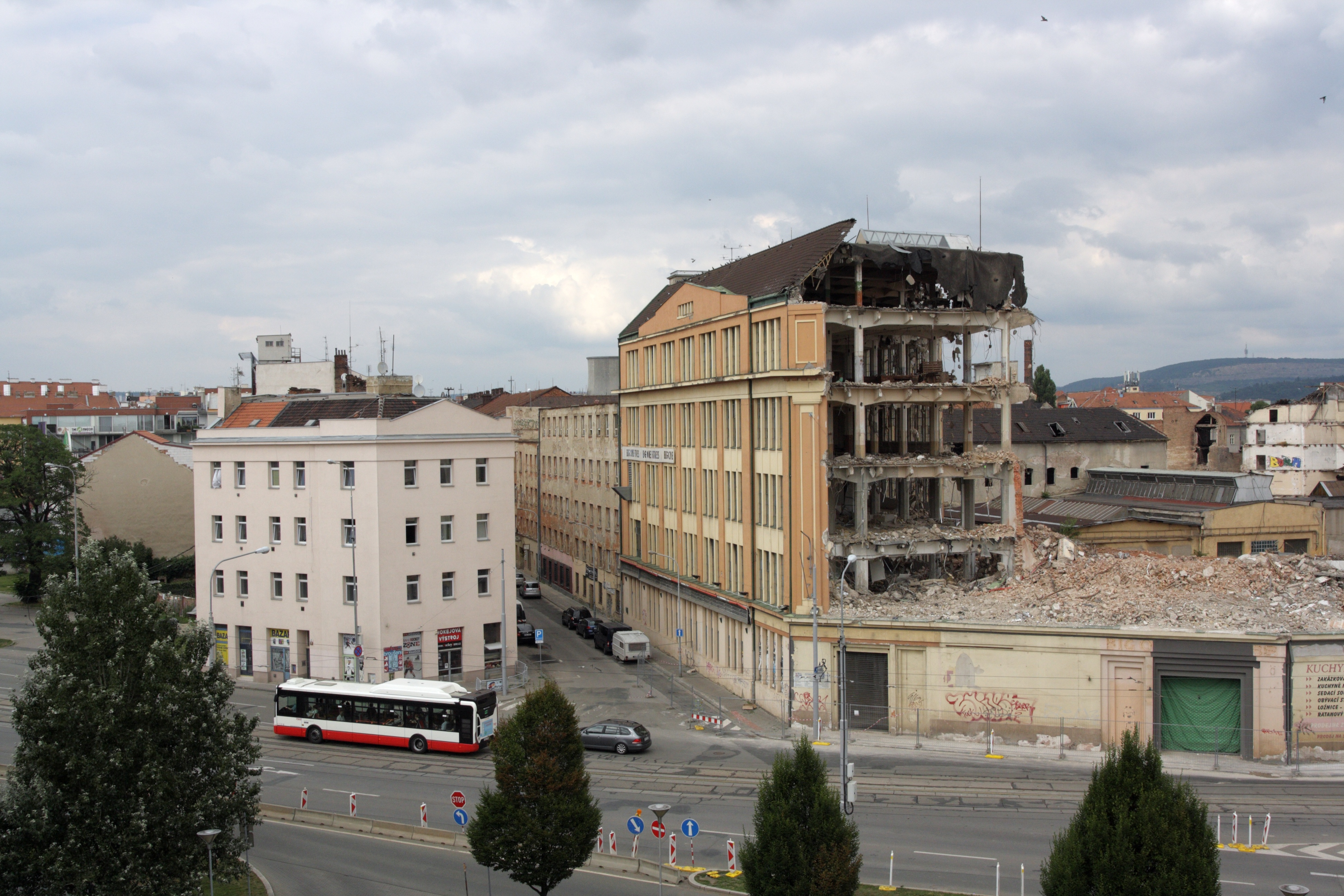
budovy textilky v Přízově ulici těsně před zbořením v roce 2016
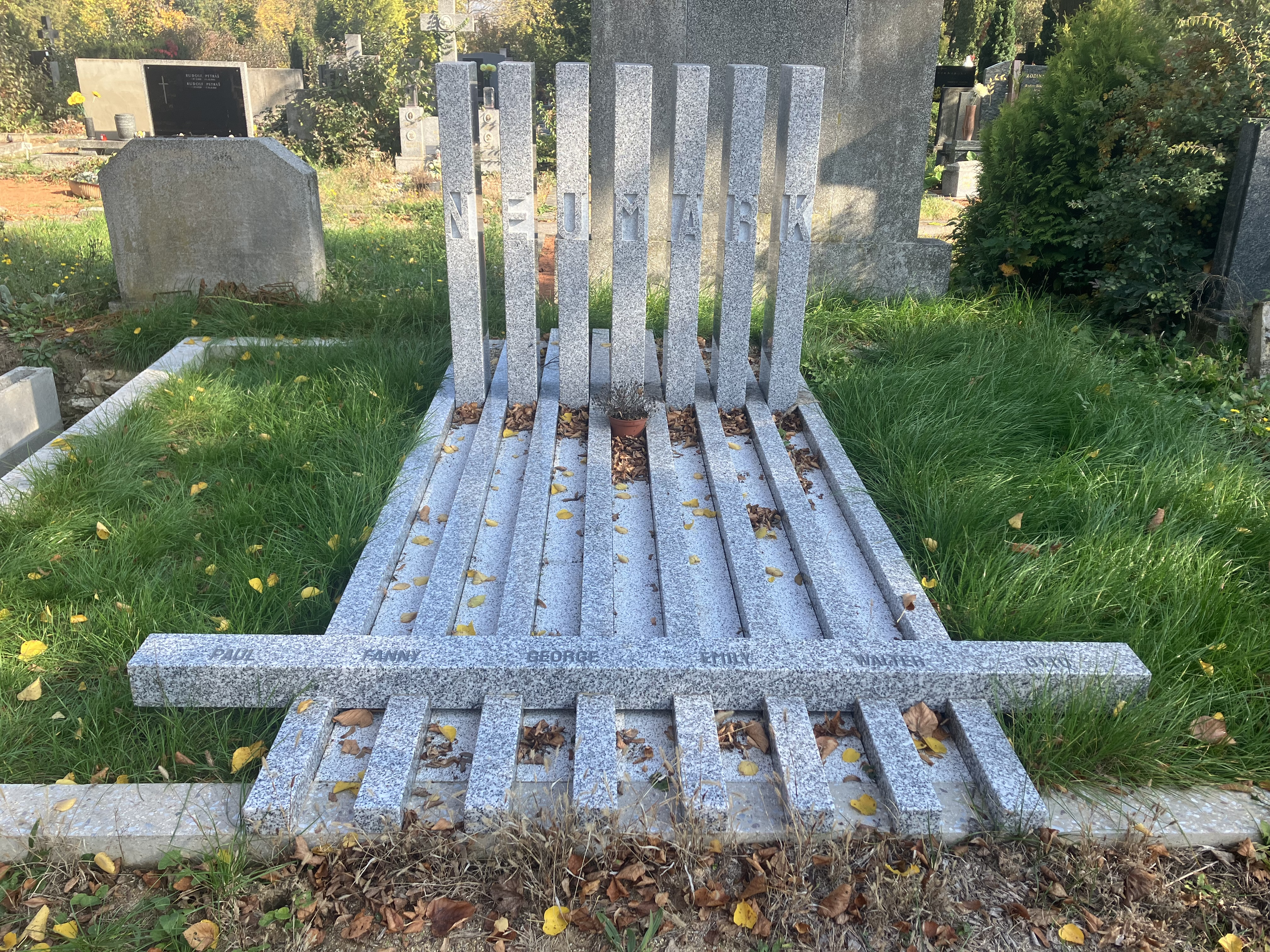
Obnovený hrob rodiny Neumarkových s náhrobkem z roku 2023